# آلخاندرو دیوستوا
آلخاندرو اکتاویو دیوستوا اسکارزا (انگلیسی: Alejandro Octavio Deustua Escarza; زاده ۲۲ مارس ۱۸۴۹ – درگذشته ۶ اوت ۱۹۴۵) فیلسوف، سیاستمدار، و دیپلمات اهل پرو بود.